# 難波常弘
難波 常弘（なにわ つねひろ）は室町時代の武士。五摂家・一条家の青侍。

## 概要
応仁の乱中に南都（興福寺）で行われた維摩会に代官として参加したという。延徳2年（1490年）3月19日には南御方（一条冬良の生母）が尋尊に対して宝鏡寺本光院主が景愛寺に入院するにあたって大乗院の屛風を借りたいという旨の書状を送っており、その添状を常弘が記している。同4年（1492年）1月6日には従五位下に叙され、明応2年（1493年）3月25日には備前守に任じられた。『宣胤卿記』文亀4年（1504年）6月18日条に死没の記事が見える。